# 大鵬灣海上教堂
22°26′58″N 120°28′36″E / 22.449447°N 120.476742°E
大鵬灣海上教堂，是位於臺灣屏東縣東港鎮大鵬灣的水上建築，以長堤連結灣岸，2018年建。

## 建物
大鵬灣國家風景區BOT模式案為2004年11月30日簽約，以興建國際度假休閒娛樂設施。因合約中需於2016月10月前興建一座水上遊憩建物，大鵬灣國家風景區管理處見廠商違約便每天罰新台幣20萬元，從10月12日起處分到11月12日止，已罰至上限600萬。至2018年，BOT廠商大鵬灣國際開發公司在大鵬灣南岸堤的水域中興建長近30公尺、寬約15公尺的水上建築——大鵬灣海上教堂。設址於東港鎮鵬灣道路二段9號。
景物自海堤延伸深入大鵬灣海域當中，遠望似島嶼。外觀採鵝黃色、西班牙式教堂建築。旅客要前往得先走過304.5公尺長的海堤。內部為清水模設計，四週牆面以簡約水泥灰為主色，以挑高的圓形窗孔照射採光。

## 使用
BOT廠商建好後，並未正式入主營運。2019年配合台灣燈會開幕，吸引人潮前來。BOT案廠商主動解約退場後，鵬管處於2022年7月15日開放「巨鮪來富」等部分公共設施。大鵬灣海上教堂於該月30日完成內部裝潢，以「海上教堂咖啡」之名作為咖啡館開放。